# Zamor
Zamor (in seguito al battesimo Louis-Benoit; Chittagong, 1762 – Parigi, 7 febbraio 1820) è stato un rivoluzionario francese di origini bengalesi, che prese parte alla rivoluzione francese.

## Biografia
Zamor nacque nel 1762 a Chittagong, nel principato di Bengala, oggi Bangladesh. All'età di 11 anni, venne catturato dai mercanti di schiavi britannici e, attraverso la tratta del Madagascar, portato in Francia e venduto al re Luigi XV, che a sua volta lo regalò alla sua amante, la contessa Jeanne du Barry, che prese il bambino in simpatia: lo fece battezzare "Louis-Benoit" nella cattedrale di Notre-Dame, facendogli da madrina insieme a Louis-François-Joseph de Bourbon-Conti, e provvide alla sua istruzione.
Secondo le annotazioni dell'epoca, Zamor apprezzò soprattutto la letteratura e la filosofia, in particolare Rousseau. La du Barry appuntò nelle sue memorie: "...è un giovane africano di grande intelligenza e malizia, semplice e indipendente, ma selvaggio come il suo paese. Si compiace di considerarsi pari a chiunque incontri, e a malapena si degna di accettare il re stesso come suo superiore". Quando, alla morte di Luigi XV, la du Barry dovette lasciare la corte in disgrazia perché invisa ai nuovi sovrani, il nipote del defunto re Luigi XVI e sua moglie Maria Antonietta, Zamor la seguì, prima a Meaux e poi a Louveciennes.
Allo scoppio, nel 1789, sotto il regno di Luigi XVI, della rivoluzione francese, Zamor si unì alla fazione rivoltosa dei giacobini, in risposta al suo odio per la contessa e il suo stile di vita, oltre che per il suo atteggiamento verso la schiavitù. Secondo quanto testimoniò, la contessa lo trattava come un giocattolo, ed era costantemente schernito e umiliato da lei, dai suoi ospiti e dalla servitù. Inoltre, la du Barry si recava spesso in Inghilterra, paese leader nella tratta di schiavi, con orrore di Zamor. Nel 1792, dopo aver fatto circolare numerosi opuscoli contro di lei, la denunciò al Comitato di salute pubblica, di cui era membro e spia, facendola arrestare con l'accusa di fornire sostegno finanziario alla nobiltà tramite la vendita all'estero dei suoi gioielli. La contessa fu rilasciata poco dopo grazie al favore della gente che viveva nei villaggi sulle sue terre, e Zamor, scoperto come l'accusatore dalle carte da lui scritte, fu dalla du Barry buttato fuori, ma questo alimentò solo la furia dell'uomo contro di lei. Ormai libero, si schierò apertamente coi rivoltosi e la fece nuovamente arrestare. Questa volta, la du Barry fu ghigliottinata.
Subito dopo l'esecuzione, la fazione girondina prese il sopravvento e imprigionò Zamor in quanto giacobino, ma il processo lo dichiarò innocente. Fuggì dalla Francia, tornando nel 1815, sotto Napoleone. Visse a Parigi in rue Maître Albert, vicino al quartiere latino, e si mantenne facendo l'insegnante di scrittura e suonando il violino. Morì in povertà il 7 febbraio 1820. Venne descritto come un uomo sordido, repellente e odiato da chiunque lo conoscesse, e il cadavere fu gettato in una fossa comune, senza funerale né testimoni. Nella sua stanzetta, furono trovati i ritratti di Marat e Robespierre.

## Cultura popolare
- Zamor compare come personaggio nel romanzo del 1848 Giuseppe Balsamo, di Alexandre Dumas.
- La storia di Zamor e del suo tradimento verso la contessa du Barry è rievocata in un fumetto del 1978, La rue perdue, di Maurice Tillieux.
- Zamor compare, pur senza essere nominato, nel film Maria Antonietta del 2006.
- Zamor è un personaggio del film Jeanne du Barry del 2023, interpretato da Ibrahim Yaffa (bambino) e Djibril Djimo (adulto).